# Orchidinae
Orchidinae – podplemię roślin z rodziny storczykowatych (Orchidaceae). Obejmuje około 60 rodzajów, 18 hybryd i około 2200 gatunków występujących Europie, Ameryce Południowej i Ameryce Północnej, Australii, Oceanii, Afryce.

## Systematyka
Podplemię sklasyfikowane do plemienia Orchideae z podrodziny storczykowych (Orchidoideae) w rodzinie storczykowatych (Orchidaceae), rząd szparagowce (Asparagales) w obrębie roślin jednoliściennych.
Wykaz rodzajów
- Amitostigma Schltr.
- Anacamptis Rich. - Koślaczek
- Androcorys Schltr.
- Apetalanthe Aver. & Vuong
- Arnottia A.Rich.
- Bartholina R.Br.
- Benthamia A.Rich.
- Bhutanthera Renz - Miodokwiat
- Bonatea Willd.
- Brachycorythis Lindl.
- Centrostigma Schltr.
- Chamorchis Rich. - Potrostek
- Coenoemersa R.González & Lizb.Hern.
- Cooktownia D.L.Jones
- Cynorkis Thouars
- Dactylorhiza Neck. ex Nevski - Kukułka
- Diplomeris D.Don
- Dracomonticola H.P.Linder & Kurzweil
- Frigidorchis Z.J.Liu & S.C.Chen
- Galearis Raf.
- Gennaria Parl.
- Gymnadenia R. Br. - Gółka
- Habenaria Willd.
- Hemipilia Lindl.
- Hemipiliopsis Y.B.Luo & S.C.Chen
- Herminium L. - Miodokwiat
- Himantoglossum Spreng.
- Holothrix Rich. ex Lindl.
- Hsenhsua X.H.Jin, Schuit. & W.T.Jin
- Megalorchis H.Perrier
- Neobolusia Schltr.
- Neolindleya Kraenzl.
- Neotinea Rchb.f.
- Neottianthe (Rchb.) Schltr. - Kukuczka
- Odisha S.Misra
- Oligophyton H.P. Linder
- Ophrys L. - Dwulistnik
- Orchis L. - Storczyk
- Pecteilis Raf.
- Peristylus Blume
- Physoceras Schltr.
- Platanthera Rich. - Podkolan
- Platycoryne Rchb.f.
- Ponerorchis Rchb.f.
- Porolabium Tang & F.T. Wang - Miodokwiat
- Pseudorchis Ség. - Gołek
- Roeperocharis Rchb.f.
- Schizochilus Sond.
- Senghasiella Szlach.
- Serapias L.
- Sirindhornia H.A.Pedersen & Suksathan
- Smithorchis Tang & F.T. Wang - Podkolan
- Stenoglottis Lindl.
- Steveniella Schltr.
- Thulinia P.J.Cribb
- Traunsteinera Rchb. - Storczyca
- Tsaiorchis Tang & F.T.Wang
- Tylostigma Schltr.
- Veyretella Szlach. & Olszewski
- Vietorchis Aver. & Averyanova

Wykaz hybryd
- × Anacamptiplatanthera P.Fourn.
- × Anacamptorchis E.G.Camus
- × Dactylanthera P.F.Hunt & Summerh.
- × Dactylocamptis P.F.Hunt & Summerh.
- × Dactylodenia Garay & H.R.Sweet
- × Gymnanacamptis Asch. & Graebn.
- × Gymnotraunsteinera Cif. & Giacom.
- × Gymplatanthera L.C.Lamb.
- × Orchidactylorhiza Soó & Borsos
- × Orchigymnadenia E.G.Camus
- × Orchimantoglossum Asch. & Graebn.
- × Orchinea J.M.H.Shaw
- × Orchiplatanthera E.G.Camus
- × Pseudadenia P.F.Hunt
- × Pseudinium P.F.Hunt
- × Pseudorhiza P.F.Hunt
- × Serapicamptis Godfery
- × Serapirhiza Potucek